# Александр Пирс (Marvel Comics)
Александр Пирс (англ. Alexander Pierce) — персонаж, появляющийся в комиксах издательства Marvel Comics обычно в качестве вспомогательного персонажа как агент в рассказах посвященных шпионскому агентству Щ.И.Т.
Персонаж сыгран Робертом Редфордом в фильмах 2014 года «Первый мститель: Другая война» и 2019 года «Мстители: Финал», входящих в Кинематографическую вселенную Marvel.

## История публикации
Персонаж, созданный Бобом Харрасом и Полом Нери, впервые появился в Nick Fury vs. S.H.I.E.L.D. #3 (август 1988 года).

## Биография
Александр Пирс родился на Лонг-Айленде, Нью-Йорк. Он специализировался в области Щ.И.Т. Академии в гражданском надзоре и работает в отделе бухгалтерского учета, прежде чем стать агентом спящего режима, работающим в расшифровке рассылок от Гидры. После побега в засаде на гонконгской базе Гидры Пирс сопровождал Ника Фьюри в Гималаи вместе со своей заключенной Мадам Гидрой. Не выдержав сильного холода, они были захвачены дельтами и доставлены на орбиту спутника Щ.И.Т.. Помогая Мадам Гидре, Пирс и группа агентов Щ.И.Т. сбежали и приняли участие в битве, которая привела к уничтожению дельты.
Позже он появляется как лидер одной из тайных независимых команд Ника Фьюри, Секретных Воинов.

## Вне комиксов

### Телевидение
Александр Пирс появился в телевизионном фильме 1998 года «Ник Фьюри: агент Щ.И.Т.а», изображен Нейлом Робертсом.

### Фильмы
Роберт Редфорд изображает Александра Пирса в фильме Marvel Studios 2014 года «Первый мститель: Другая война». Эта версия - министр обороны и укротитель Зимнего Солдата. Лидер ячейки Гидра в Щ.И.Т.е, он руководит проектом Озарение, разработкой Геликарриеров, предназначенным для массовых убийств граждан, признанных угрозой на основе алгоритма Арнима Золы, чтобы заставить мир подчиниться. Пирс имеет Проект Озарение, замаскированный под попытку опознать преступников и террористов до того, как они совершили злодеяния. План Пирса сорван Стивом Роджерсом, Наташей Романофф, Сэмом Уилсоном, Ником Фьюри и лояльным агентом Щ.И.Т.. Пока Уилсон останавливает Проект Озарение и Роджерс борется с Зимним Солдатом на Хэликэрриере захваченным Гидрой, Пирс пытается убежать с Романофф в качестве заложника, тогда Фьюри убивает его.
Редфорд повторяет роль в фильме Marvel Studios 2019 года «Мстители: Финал».